# Julia Brown (pallavolista 1996)
Julia Kathryn Brown (Davidson, 3 febbraio 1996) è una pallavolista statunitense, schiacciatrice della LOVB Houston.

## Carriera

### Club
La carriera di Julia Brown inizia nei tornei scolastici della Carolina del Nord con la William A. Hough HS. Dopo il diploma gioca a livello universitario in NCAA Division I, militando nelle Wolfpack della North Carolina State dal 2014 al 2017.
Nel gennaio 2018 firma il suo primo contratto da professionista in Svezia, dove partecipa alla seconda parte della Elitserien 2017-18 con l'Hylte/Halmstad. Nella stagione 2018-19 partecipa alla divisione cadetta francese con l'Istres, mentre nella stagione seguente difende i colori dello Genève, nella Lega Nazionale A svizzera. 
Nel campionato 2020-21 si trasferisce all'ASKÖ Linz-Steg, nell'Austrian Volley League Women, dove conquista lo scudetto e la coppa nazionale, mentre nel campionato seguente indossa la casacca dello FTSV Straubing, club della 1. Bundesliga; resta nella massima divisione tedesca anche nell'annata 2022-23, ma difendendo i colori del Suhl per un biennio.
Torna poi in patria per partecipare alla prima edizione della League One Volleyball con la LOVB Houston, con la quale vince la LOVB Classic.

## Palmarès

### Club
- Campionato austriaco: 1

2020-21
- Coppa d'Austria: 1

2020-21
- LOVB Classic: 1

2025